# Корејско полуострво
Корејско полуострво је полуострво у Азији. Окружен је Јапанским морем и Источно кинеским морем.
Током прве половине 1. миленијума, Кореја је била подељена између три конкурентске државе Гогурјео, Баекје и Сила, заједно познате као Три краљевства Кореје. У другој половини 1. миленијума, Сила је победила и освојила Баекје и Гогурјео, што је довело до периода „Уједињене Силе“. У међувремену, Балхае је формиран на северу, заменивши бившег Гогурјеа. Обједињена Сила на крају се распала у три одвојене државе због грађанског рата, што је отворило период Каснија три краљевства. Пред крај 1. миленијума Гогурјео је васкрснуо као Корјо, који је победио две друге државе и ујединио Корејско полуострво као јединствену суверену државу. Отприлике у исто време, Балхае се срушио и његов последњи престолонаследник побегао је на југ до Корја. Корјо (такође се пише као Koryŏ), чије се име развило у модерни егзоним „Кореја“, била је високо култивисана држава која је створила први метални покретни штампарски калуп на свету 1234. Међутим, вишеструки упади Монголског царства током 13. века у великој мери су ослабили нацију, која је на крају пристала да постане вазална држава након вишедеценијских борби. Након војног отпора под краљем Гонгмином који је окончао монголски политички утицај у Горјеу, уследиле су жестоке политичке борбе и Горјео је на крају пао у пучу који је предводио генерал Ји Сеонг-гје, који је основао Чосон 17. јула 1392. године.

## Етимологија
„Кореја“ је савремени правописни облик речи „Corea“, име присутно у енглеском језику још 1614. Кореја је била преведена као Cauli у Путовањима Марка Пола, од кинеске речи 高麗 средњекинески , стандардни мандарински ). Ово је била ханча за корејско краљевство Корјо (корејски: 고려; ханча: 高麗; МР: Koryŏ), које је владало већим делом корејског полуострва у време Марка Пола. Увод Кореје на Запад произашао је из трговине и контакта са трговцима из арапских земаља, при чему неки од записа датирају још из 9. века. Назив Корјо је произашло из имена Когурио, најсевернијег од Три краљевства Кореје, које је званично било познато као Корјо почев од 5. века. Првобитно име било је комбинација придева go („висок, узвишен“) са именом локалног племена Јемаек, за чије се првобитно име сматра да је било Гуру (溝樓 „град са зидинама“, судећи по неким топонимима у кинеским историјским документима) или Гаури (가우리 „центар”). Ширењем британске и америчке трговине након отварања Кореје крајем 19. века, појавио се правописни облик „Кореја“ и постепено је стекао популарност; његовом употребом у транскрипцији источноазијских језика избегавају се проблеми изазвани одвојеним тврдим и меким Ц, попут оних који постоје у енглеском речима изведеном из романских језика. Име Кореја се данас често користи у енглеском контексту за Северну и Јужну Кореју.
У Јужној Кореји, Кореја као целина се назива Хангук (한국, дословно „земља Хана“). Име се односи на Самхан, при чему се мисли на Три краљевства Кореје, а не на древне конфедерације на јужном Корејском полуострву. Иако је на ханчи пише као 韓, 幹 или 刊, овај Хан није повезан са кинеским именима места или народа који су користили те знакове, већ је фонетска транскрипција (старокинески: *Гар, средњекинески Хан или Ган) домаће корејска речи за коју се сматра да је имала значење „велики“ или „сјајан“, посебно у контекству вође. То је оквирно повезано са називом кан који су користили номади Манџурије и средње Азије.
У Северној Кореји, Јапану, Кини и Вијетнаму, Кореја се као целина назива 조선, (Јосеон, 조선), 朝鮮 (Chōsen), 朝鲜/朝鮮 (Cháoxiǎn/Jīusīn), Triều Tiên (朝鮮Шаблон:Script/doc/id-unk) дословно „[земља] јутарњег мира“). „Велики Чосон“ је било име краљевине којом је владала династија Чосон од 1393. до проглашења краткотрајног Великог Корејског царства 1897. године. Краљ Таеџо их је именовао по ранијем Кочосону (고조선), који је владао северном Корејом од њене легендарна праисторија све до њиховог покоравања 108. п. н. е. од стране кинеског Хан царства. Ово go је ханчи 古 и једноставно значи „древно“ или „старо“; модерна је употреба да се древни Чосон разликује од касније династије. Сам Чосон је модерни корејски изговор ханчија 朝鮮, али није јасно да ли је ово транскрипција изворног корејског имена (старокинеског *, средњекинеског ) или делимични превод корејског главног града на кинески језик, Асадал (아사달),  чије је значење реконструкција „Јутарња земља“ или „Планина“.

## Географија
Обала Корејског полуострва на истоку излази на Јапанско море, на југу на Корејски мореуз, а на западу на Жуто море. Северну границу полуострва оцртавају реке Јалу и Туманганг.